# Al Dhafra FC
Al Dhafra Sport & Culture Club (arab. ‏نادي الظفرة الرياضي الثقافي‎) – emiracki klub piłkarski, grający w UAE Arabian Gulf League, mający siedzibę w mieście Madinat Zayed.

## Sukcesy
- UAE Federation Cup
  - zwycięstwo (1): 2012

## Stadion
Domowe mecze klub rozgrywa na stadionie Sheikh Hamdan Bin Zayed Stadium, położonym w mieście Madinat Zayed. Stadion może pomieścić 12000 widzów.

## Skład na sezon 2017/2018
| Nr | Poz. | Piłkarz           |
| -- | ---- | ----------------- |
| 1  | BR   | Abdullah Mohammed |
| 2  | OB   | Ahmed Yaslam      |
| 3  | OB   | Faisel Yousef     |
| 4  | OB   | Abdurahman Yousef |
| 5  | OB   | Amine Atouchi     |
| 6  | OB   | Khaled Butti      |
| 7  | NA   | Hélder Guedes     |
| 9  | NA   | Saeed Al-Kathiri  |
| 10 | PO   | Nicolás Milesi    |
| 11 | PO   | Diego Rigonato    |
| 12 | PO   | Abdullah Al-Jabri |
| 14 | OB   | Ibrahim Saeed     |
| 15 | PO   | Hamad Al-Marzouqi |
| 16 | PO   | Ali Al-Rasheed    |
| 18 | PO   | Ahmed Ali         |

| Nr | Poz. | Piłkarz                     |
| -- | ---- | --------------------------- |
| 20 | OB   | Mohammed Al-Hammadi         |
| 22 | PO   | Ali Al-Hammadi              |
| 24 | PO   | Khaled Khamis Obaid         |
| 27 | BR   | Ibrahim Al-Kaebi            |
| 28 | PO   | Saeed Al-Rawahi             |
| 29 | OB   | Hassan Al-Hammadi           |
| 30 | BR   | Abdullah Sultan             |
| 32 | OB   | Ibrahim Al-Alawi            |
| 33 | PO   | Abdullah Abdulqader         |
| 34 | BR   | Ahmed Al-Shobaibi           |
| 36 | BR   | Zaid Al-Hammadi             |
| 44 | PO   | Abdullah Ibrahim Al-Hammadi |
| 45 | PO   | Dawod Al-Nuqbi              |
| 88 | OB   | Sultan Al-Sowaidi           |